# میهای پاترسکو
میهای پاترسکو (انگلیسی: Mihai Pătrașcu؛ ۱۷ ژوئیهٔ ۱۹۸۲ – ۵ ژوئن ۲۰۱۲) یک دانشمند در زمینه علوم رایانه اهل رومانی بود. به‌عنوان یک دانش‌آموز دبیرستانی، پاترسکو مدال‌های مختلفی در المپیاد جهانی کامپیوتر بدست آورد. وی در سال ۲۰۱۲ پس از یک‌ونیم سال رنج از تومور مغزی درگذشت.